# 초전자 바이오맨
《초전자 바이오맨》(超電子バイオマン 조덴시 바이오만[*])은 일본의 도에이가 제작한 8번째 슈퍼 전대 시리즈로, 1984년 2월 4일부터 1985년 1월 26일까지 TV 아사히에서 방영되었다. 대한민국에서는 1990년에 대영팬더가 수입, 한국어 더빙을 거쳐 《우주특공대 바이오맨》으로 발매되었다.

## 줄거리
고도의 문명으로 번성한 바이오 별은 그 과학으로 만들어진 물질활성화 바이오 입자를 둘러싼 전쟁으로 멸망하고 만다. 바이오 입자를 평화적으로 이용하길 바란 바이오 별 평화 연합 사람들은, 우주에서 가장 아름다운 별 지구에서는 자신들처럼 과학을 둘러싼 비극을 되풀이하면 안된다는 마음으로 자아를 가진 거대 로봇 바이오 로보와 서포트 로봇 피보를 지구로 보낸다.
그로부터 500년. 독타 맨이라 불리는 광기의 천재 과학자가 자신이 만든 메카 클론으로 이루어진 신 제국 기아를 세워 세계를 정복하려 하고, 지구가 처한 위험을 알게 된 피보는 5명의 젊은이들을 소환한다. 그들은 500년 전, 바이오 로보에게 육체와 정신을 강하게 만드는 바이오 입자를 받은 5명의 젊은이들의 자손인 것이다.
숙명의 끈으로 이어진 5명의 젊은이들은 바이오맨으로서 기아에 맞서게 되지만, 기아의 거센 공격에 옐로가 목숨을 잃는다. 남겨진 네 사람은 바이오 입자를 가진 야부키 준을 동료로 받아들이고, 기아와의 숙명적인 전쟁에 다시금 뛰어든다.

## 특징
매너리즘 타파를 내걸었던 이 작품은, ‘전대’라는 표현이 들어가지 않은 제목과, 전대 시리즈에서 거의 항상 사용되는 호칭인 (전대명의 일부+색) 대신 색과 숫자로(‘레드 원’ 등) 부르는 방식을 채용하는 등 여러 가지 시도를 하였으며 슈퍼 전대 시리즈 자체의 전환점이 된 작품이었다.
그 시도의 일환으로 도입된 2명의 여성 전사 요소는 다음 작품에 많은 영향을 미쳤다. 그리하여 원래 남성이 맡았던 색인 옐로를 여자(옐로 포)가 맡게 되면서 시리즈 최초의 여성 옐로 전사가 탄생하였다.
또한, 매번 나오는 괴물이 한번 패배한 후 거대화하는 패턴을 사용하지 않는다는 것도 큰 특징이다. 로봇 대결에서 나오는 상대는 거대화한 괴물이 아니라 처음부터 거대했던 로봇이다. 이러한 설정은 《배틀 피버 J》, 《대전대 고글파이브》 이후 3번째였으며, 2001년 이후 이런 형식을 취하는 작품은 《특수전대 데카레인저》와 《굉굉전대 보켄저》 뿐이다.
그러나 2001년 이후 슈퍼전대부터는 《특수전대 데카레인저》와 《굉굉전대 보켄저》를 제외하고는 거대 로봇이 등장하지 않다가 2011년작 슈퍼전대인 《해적전대 고카이져》에서 결전기 그레이트 월즈, 그레이트 인산이라는 로봇이 등장하였다.
제작 초기 단계에서는 옛날 이야기를 요소를 도입하여 과거에 만난 바이오로봇과 다시 만나 바이오 입자를 받은 주인공들(모모타로, 긴타로, 일촌 법사, 가구야 히메)가 현대로 시간이동을 하여 현대인과 함께 싸운다는 설정이었다. 이 설정은 후기 단계에서 완전히 폐기되었으나, 고 시로(레드 원)가 동물과 의사소통을 할 수 있다는 설정 등 멤버의 캐릭터 설정 중의 일부에 그 흔적이 조금이나마 남아있다.
악당 조직의 수령 독타맨과 아들 슈이치를 둘러싼 부자간의 드라마, 그리고 리더인 고 시로의 육친과 그려진 드라마 등 작품 자체로는 약간 고령층을 겨냥한 모습이 보인다.
처음으로 프로그램 타이틀 콜에 수식어가 포함되었으며, 처음으로 색을 먼저 부르는 형식의 명칭을 사용하였고, 핑크 파이브 가츠라기 히카루가 대학생이라는 설정으로서 슈퍼 전대 시리즈 최초로 학생 멤버가 등장하였다.

### 갑작스러운 옐로 포의 하차
여성 멤버를 2명으로 늘린 《초전자 바이오맨》에서는 여성 멤버 옐로 포에게 서브 리더의 역할을 맡기고 레드 원과 함께 주로 스토리를 이끄는 장면이 많았다.
그런데 제10화까지의 촬영을 완료하고 제7화 이후의 녹화분에 대한 대사 녹음을 준비하려던 시점에 옐로 포(고이즈미 미카) 역의 야지마 유키(矢島 由紀)가 예고도 없이 돌연 JAC(재팬 액션 클럽, 현재 재팬 액션 엔터프라이즈(JAE))를 탈퇴하고 종적을 아예 감추는 바람에 제10화의 내용이 대폭 수정되어 옐로 포의 사망 에피소드로 변경되고 만다. 그러나 당시 드라마 기술로서는 야지마 유키의 슈트를 대체할 방법이 없었기 때문에 옐로 포 변신 슈트를 입은 채로 장례를 치르는 상황까지 발생하였으며, 야지마 유키의 갑작스러운 하차로 인한 공백을 메우기 위해서 제7화부터 제10화까지의 옐로 포(고이즈미 미카) 대사 녹음에 성우 타나카 마유미(田中 真弓)를 투입하고, 제11화부터 신인 배우 타나카 스미코(田中 澄子)를 투입하여 이야기를 이어가게 된다. 물론 그래도 최종화까지의 전체적인 이야기는 결국 레드 중심으로 이어졌다.

### 평가
상기와 같이 매너리즘 타파와 야심찬 시도를 한 결과, 이 작품은 당시 전대 시리즈 사상 최고의 매출를 달성한 작품이며, 완구업계에서 전대 시리즈를 스테디 셀러의 자리에 올려놓았다. 그러나 반다이의 기대에는 미치지 못했는데, 반다이는 전작 《과학전대 다이너맨》 대비 130% 매출를 기대하였으나 실제로는 매출이 110%에 그쳤기 때문이다.
또한 방송국에 들어가는 캐릭터 사용비는 1984년도 당시 전 방송국 캐릭터 중에서 《근육맨》에 이어 2위를 기록하고 있다.

## 등장 인물

### 초전자 바이오맨
- 고 시로 / 레드 1 (한국어 더빙판 - 설용)

바이오맨의 리더. 24세 (1960년 출생). 일본인 첫 우주왕복선 파일럿. 다소 성미가 급하지만 책임감과 열정적인 마음으로 동료를 이끄는 호청년으로 그려진다. 동물과 이야기할 수 있는 능력을 가지고 있어 개나 고양이, 비둘기 등으로부터 정보를 수집하기도 하였지만, 제10화에서 메이슨이 소지한 반바이오 입자가 든 바이오 킬러건의 간접적인 영향으로 그 능력을 일시적으로 잃는 일도 있었다. 아버지가 사망했다고 생각했으나 극 종반, 아버지 고 신이치로(시바타 박사)와 생각지도 못한 재회를 하게 된다.
500년 전 바이오 로보를 만난 선조는 수행 중이던 사무라이.
사용 무기 - 불 검, 불꽃 검, 초전자 레이다.
- 타카스기 신고 / 그린 2 (한국어 더빙판 - 김진호)

23세 (1961년 출생). 전 카레이서. 미카가 죽은 후 바이오맨의 서브 리더가 되었지만, 덜렁거리고 익살스러워 약간은 미덥지 못한 인물. 뛰어난 운동 신경과 반사 신경, 카레이싱으로 익힌 지식을 살려 활약한다.
500년 전 바이오 로보를 만난 선조는 사냥꾼.
사용 무기 - 허리케인 검, 그린 부메랑, 초전자 스코프.
- 난바라 류타 / 블루 3 (한국어 더빙판 - 유동현)

18세 (1966년 출생). 어업을 하는 집에서 태어난 작은 몸집의 열혈 청년. 극 중 아버지에게 반항해 몇 년전까지 방황했던 적이 있다. 특기는 수상 스포츠. 최종화에서 독타 맨이 자폭한 직후 나오던 반바이오 폭탄을 서둘러 직접 정지시킨 인물이기도 하였다.
500년 전 바이오 로보를 만난 선조는 농사꾼.
사용 무기 - 천둥 검, 초전자 이어.
- 고이즈미 미카 / 옐로 4 (1대) (한국어 더빙판 - 김은경) (1966년 출생) (1984년 죽음)

죽은 오빠의 뜻을 이어 아프리카의 대자연을 촬영하길 꿈꾸는 18세의 여성 사진 작가(카메라맨). 고집이 세며 지기 싫어하는 성격. 극 초반에는 자신의 꿈을 관철시키기 위해 싸움을 거부하며 고 시로와 의견을 대립하기도 했지만, 지구를 지키는 것이 아프리카의 대자연을 지키는 것이 된다는 말에 마음이 움직여 싸움에 함께하기로 결심한다. 격투와 오토바이 운전이 가장 자신있으며, 애마는 스즈키 RG250Γ(HB 컬러). 바이오맨의 서브 리더격 포지션이었지만 제10화에서 메이슨이 쏜 반바이오 입자가 든 바이오 킬러건에 맞아 체력과 바이오 에너지가 약해져 빈사 상태에 이른다. 자신의 죽음이 임박함을 알게 된 그녀는 결국 위기에 처한 나머지 4명의 바이오맨을 대신해 메이슨의 바이오 킬러건과 사이곤의 화염폭탄에 맞아 사망한다. 슈퍼 전대 시리즈 중에서는 통산 3번 째, 더욱이 여성으로서는 유일하게 순직한 전사다.
500년 전 바이오 로보를 만난 선조는 쿠노이치(여성 닌자).
사용 무기 - 번개 검, 스트로보 플래시, 바이오 프로그램
- 야부키 준 / 옐로 4 (2대) (한국어 더빙판 - 이혜영[5])

19세 (1965년 출생). 전 올림픽 후보 양궁 선수. 바이오 로보가 바이오맨 후보를 고를 때, 기아가 침공한 일본(한국어 더빙판에서는 대한민국)을 한정으로 선별했기 때문에 당시 유럽(영국) 원정 중이었던 야부키는 뽑히지 않았다. 우여곡절 끝에 사망한 미카를 대신해 제11화부터 옐로 포로서 바이오맨의 일원이 되었다. 양궁이 가장 자신 있으며, 바이오맨으로 변신 후에는 자신의 양궁 세트를 바이오 애로우로 변형시켜 싸운다. 호기심이 많고 미카만큼은 아니지만 지기 싫어하는 성격이 있어 동료의 실패를 가끔 비난하는 경향도 있으며, 특히 유럽 원정을 마치고 귀국한 직후에는 바이오맨의 일원이 되기 전까지 때때로 바이오맨을 따라가며 적을 쓰러뜨리는 면을 보이기도 하였다. 거미를 무서워해서 거미를 보면 기겁하여 피하는 일도 있었다.
유일하게 500년 전 바이오 로보를 만난 선조는 알려지지 않았다.
사용 무기 - 번개 검, 바이오 애로우, 바이오 프로그램
- 카츠라기 히카루 / 핑크 5 (한국어 더빙판 - 최윤희 (김윤희)[6])

20세 (1964년 출생). 여대생. 취미는 프로에 버금가는 실력을 자랑하는 플루트이며, 플루트를 무기로 사용한 적도 있다. 정이 많아 기아의 두뇌 브레인을 지켜주기도 한다. 어릴 때 큰 병을 앓아 오래 입원해 있던 시기가 있고, 그 때의 경험으로 간호사를 동경하고 있다.
500년 전 바이오 로보를 만난 선조는 조정의 공주.
사용 무기 - 레이저 검, 초전자 빔라이트, 핑크 배리어, 핑크 플래시, 스핀 촙.

### 바이오맨 협력자
- 피보

바이오 별 평화 연합이 바이오 로보와 함께 지구로 보낸 금색 서포트 로봇. 원래 바이오 입자 실험 조수 로봇으로 만들어졌다. 지구에서 바이오 베이스를 만들어 바이오맨을 서포트하고 있다. 가끔씩 바이오 로보를 조종하거나 합체를 시키기도 한다.
인간적인 감정을 가지고 있으며, 상당히 덜렁거리는 성격. 정신적으로는 아직 어린 아이지만, 친구인 조이와 재회했을 때나 실버가 나타날 때는 상당히 혼란스러워한다.
최종화에서 신제국 기아가 멸망한 뒤, 다른 별을 지키기 위해 바이오맨과 슈이치에게 작별 인사를 하고 바이오 드래곤과 함께 지구를 떠난다.
- 시바타 박사 (한국어 더빙판 - 설민환)

독타 맨에 대항하기 위해 메카 클론에게 붙이는 양심 회로를 연구하는 과학자. 이상한 수염 및 색안경으로 수상쩍은 외모지만, 과거에는 카케야마의 친구였으며 고 시로의 아버지이기도 한 과학자 고 신이치로다. 자신의 죽음을 위장하는 것과 동시에 자신의 몸을 독타 맨처럼 메카 인간화시켰는데, 이로 인해 바이오 입자가 사라졌지만 그로 인해 반바이오 입자의 영향을 받지 않게 되었다. 제48화에서 신제국 기아에 납치되는데, 제50화에서 그를 구하러 온 바이오맨과 슈이치가 도리어 함께 갇히게 되자 자폭 행위로 바이오맨과 슈이치를 탈출시키고 자신은 사망한다.
- 카게야마 슈이치 (한국어 더빙판 - 김영수)

독타 맨의 아들. 17세 (1967년 출생). 아버지의 상황은 모른채 나카무라 코이치로서 살아가고 있다. 운명의 장난으로 시바타 박사와 바이오맨을 알게되고, 아버지의 야망을 말리기 위해 시바타 박사의 조수가 된다. 얼굴이 프린스(기아의 간부)와 쏙 빼닮아 극 종반에는 프린스인 척 변장하기도 한다. 최종화에서 반바이오 폭탄으로 지구를 폭파시켜려는 아버지 독타 맨에게 자신의 가족 사진을 보여주면서 설득함으로써 그의 마음을 움직이게 하여 무사히 지구를 구한다.
- 카게야마 세츠코

독타 맨의 부인. 17년 전 갓난 아이였던 슈이치를 데리고 남편을 떠나왔고, 바이오맨과 나카무라 가(家)의 양자가 된 슈이치에게 편지와 영상으로 독타 맨의 정체를 가르쳐 준다.
- 미키

사탄 메가스를 수복하는 에너지 전송 장치로써 만들어진 메카 클론. 세일러복을 입은 여고생의 모습을 하고 있다.
- 야마모리 쇼타 (한국어 더빙판 - 강재준)

산골 소년으로 야부키 준을 좋아한다. 바이오맨이 되고 싶어하나 바이오입자 에너지를 가지고 있지 않은 것이 확인되었다. 결국 기아에게 이 사실을 이용당하고 마그네 전사가 되어 바이오맨을 공격하지만, 마그네메가스로 그 전사에게 에너지를 줄 때 준이 그 전사의 양쪽 팔찌를 끊음으로써 원래 모습으로 돌아오게 되고 바이오맨과 함께 신제국 기아를 물리친다.

### 신 제국 기아
- 독타 맨

신제국 기아의 총통이자 이번 시리즈의 최종 보스. 겉모습은 노인이지만 원래는 30대 후반의 평범한 과학자인 카게야마 히데오(한국어 더빙판에서는 김영출). 다만, 로봇 공학에서는 알아주는 천재이다.
인간의 두뇌보다 더 뛰어난 두뇌를 가지고 싶어하던 중 뇌세포가 증가하는 장치를 발명해 스스로 실험대가 되어 불과 며칠 만에 인간의 두뇌는 물론 컴퓨터보다도 더 뛰어난 두뇌를 가지는 동시에 그 부작용으로 노인이 되고 만다. 그런 상태에서 자신의 몸을 기계화하여 신제국 기아를 창립하고 지구 정복에 나선다.
성격은 냉혹하고 잔인해 그가 갖고 있는 지휘봉에서 나오는 사이코 빔으로 부하를 가차없이 처벌하였으며, 부하의 마음을 간파하는 능력도 있어 반란을 일으키려는 빅 쓰리의 음모를 미리 알아채 자신에 충성하도록 그들의 기억을 조작시키기도 했다. 또한 인간을 공격대상으로 삼았으며 제26화에서 자신의 아들 슈이치와 결별한 이후에는 완벽한 메카 인간이 되기 위해 자신의 두뇌까지도 기계화하였지만, 극 후반 인간과 기계사이에 여전히 갈등이 고조되어 갈등을 겪다가 킹 메가스가 파괴될 때 작동되는 반바이오 폭탄으로 지구를 폭파하려고 한다. 그러나 아들 슈이치의 간곡한 탄원을 들은 후 자폭하면서 작동하고 있던 반바이오 폭탄을 드러내 바이오맨으로 하여금 폭발을 중지시키게 한다.
무기는 사이코 빔과 발광 공격.
- 빅 쓰리

3명의 기아의 대간부. 주노이드 및 메카쟈이칸을 사용하여 작전을 직접 지휘한다.
- 메이슨

빅 쓰리의 리더. 바이오맨과 싸운다. 작전 내용도 잔인한 게 많은데 인간을 항상 경멸하고 있다. 때문에 독타 맨이 인간이란 사실을 알았을 때 파라, 몬스터와 함께 반란을 일으켰지만 실패하여 결국 독타 맨에 충성을 다하도록 그의 기억을 조작당하고 만다.
제50화에서 바르지온을 되찾으려는 실버와 일대일 대결 끝에 패배하여 사망한다.
스팀 공격이 무기. 개조 후에는 팔이 변형되어 발사하는 메이슨 발칸, 메이슨 미사일.
- 파라

빅 쓰리의 한명이자 여성 간부. 바이오맨과 싸운다. 프라이드가 높고 질투심이 많아 메이슨과 몬스터를 질투하고 무시한다. 직속 부하 파라 캣을 총애하며 지략이 뛰어난 작전을 담당한다. 또한, 변장이 특기여서 지구인으로 변신하는 경우도 많다. 메이슨이 반란을 일으킬 때 몬스터와 함께 가담했다가 메이슨, 몬스터와 마찬가지로 독타 맨에 충성을 다하도록 그녀의 기억을 조작당하고 만다.
제49화에서 바르지온에 탑승해 바이오 로보와 대결하지만 바이오 로보의 슈퍼 메이저를 맞고 패배하여 빈사의 중상을 입는다. 이 때, 바르지온이 슈퍼 메이저를 맞은 후에도 멀쩡했기 때문에 탑승한 그대로 네오그라드로 돌아와 독타 맨에게 바르지온이 무사하다는 말을 남기고 그 자리에서 쓰러져 숨을 거둔다.
채찍처럼 생긴 것이 무기. 개조 후에는 입을 이용한 공격인 파라 키스, 파라 스톰.
- 몬스터

빅 쓰리의 한명. 바이오맨과 싸운다. 메이슨이나 파라와는 달리 힘을 중심으로 만들어졌기 때문에 단순무식하여 언제나 무시를 당하지만 독타 맨에 대한 충성심은 깊다. 또한 자신에 대한 충성심이 깊은 주노이드 쥬오를 총애하고 있다.
도끼 형태인 몬스터 토마호크가 무기. 개조 후에는 공격력이 강한 공격인 빅 아이언, 빅 커터, 빅 암, 빅 핸드, 빅 엑스, 빅 후크 등이 있다.
독타 맨에 대한 충성심이 강하다보니 메이슨이 반란을 일으킬 때 당시 메이슨에게 제정신이냐고 하면서 자기는 못하겠다고 하는 등 처음엔 거절했지만 독타 맨이 인간이라는 사실을 듣고 망설이다가 이례적으로 독타 맨을 직접 죽이게 된다. 하지만 죽은 독타 맨이 가짜였다는 사실을 알게 되고 결국 메이슨, 파라와 함께 독타 맨에 충성을 다하도록 그의 기억을 조작당하게 된다.
힘을 중심으로 만들어진 만큼 스피드가 뒤떨어져서, 날아다니기는커녕 점프도 할 수 없고 달리는 속도도 매우 느리다. 그래서인지 스피드에 컴플렉스가 있는 듯하며, 스피드와 관련된 에피소드에서는 바이오 터보를 잠시 빼앗아 마을을 파괴하다가 바이오맨들에게 공격받은 일도 있었다.
빅 쓰리 멤버들중 전투력이 나머지 2명에 비해 눈에 띌 정도로 약하여 변신하지 않은 남자 바이오맨인 고 시로(레드 원), 타가스기 신고(그린 투), 난바라 류타(블루 쓰리)에게 일대일로 싸워도 당할 정도였다.
제48화에서 슈퍼메가스를 타고 바르지온을 가지려고 한 바이오 로보를 막아서지만, 바이오 로보의 슈퍼 메이저를 맞고 패배하여 쥬오의 잘린 머리를 잡은 채 바이오 로보를 향해 달려들다 바르지온을 잡았다는 말을 남기고 쓰러져 사망한다. 그러나 그의 희생으로 바르지온을 네오그라드로 이동시키는 역할을 하였기에 독타 맨도 이를 칭찬하였다.
- 파라 캣

파라의 직속 부하. 파라를 따라다니며 바이오맨과 싸운다. 대답 및 기합소리 외에는 대사가 많지 않고, 파라의 전투 시에는 꾸준히 나온다. 파라의 명령에 따라 작전 수행을 담당하며, 지구인으로의 변신도 가능하다.
파라가 바이오맨의 싸움에서 패퇴하여 독타 맨의 눈앞에서 사망한 이후에는 독타 맨의 측근이 되어 항시 독타 맨을 옆에서 지켰으며, 최종화에서 네오그라드로 넘어온 바이오맨과 전투를 벌인다. 하지만 결국 옐로 포와 핑크 파이브의 합기술인 페어 빔을 맞아 즉사하고 만다.
2개의 눈차쿠(쌍절곤)와 날카로운 금속 손톱이 무기.
- 캣 군단

극장판에서 나온 파라캣의 직속 부하들. 각각 비수, 쌍차, 작은 도끼의 쌍수검 형태로 된 것을 무기로 사용한다. 옐로 포의 바이오 애로우에 차례로 맞아 즉사한다.
- 주노이드

독타 맨이 생체 부품과 메카를 합성해 만들어 낸 5명의 수사.
- 쥬오

몬스터와 같은 수준인 주노이드 5수사. 몬스터와 똑같이 힘을 중심으로 만들어져 단순무식하지만, 몬스터에 대한 충성심이 깊고 사이가 좋다.
제31화에서 네오 메카자이칸 메탈 메가스의 시험 공격을 받아 반파괴된 후 함께 살아남은 사이곤, 메츄라와 함께 부상을 입은 고 시로(레드 원)를 공격하려다 낭떠러지에 떨어져 완전히 파괴되지만, 후에 그 부속을 모두 회수한 몬스터가 간청함으로써 독타 맨에 의해 개조된 모습으로 다시 살아난다. 제48화에서 바이오맨이 슈퍼 일렉트론으로 몬스터를 공격하려할 때, 대신 맞아 작별 인사를 한 뒤 머리만 남긴 채 폭발한다.
핑거 미사일과 철퇴가 무기. 개조 후에는 가슴에서 나오는 아둥바둥 로켓이 무기이다.
- 메사쥬

새 모양의 형태를 하고 있는 공중 공격이 특기인 주노이드 5수사. 제31화에서 네오 메카쟈이칸 메탈 메가스의 시험 공격에 파괴당한다.
메사바트론과 초음파 사이클론, 두 눈에서 나오는 레이저가 무기이다.
- 사이곤

세 개의 얼굴마다 각각의 공격기술이 다르고 초능력과 중력을 마음껏 조종하는 주노이드 5수사. 제31화에서 네오 메카쟈이칸 메탈 메가스의 시험 공격을 받으나 메츄라와 함께 반파괴된 모습으로 간신히 살아남아 독타 맨에게 개조되어 세 개의 얼굴이 새로운 형태로 바뀌게 된다.
제50화에서 위기에 처한 메이슨을 보호하기 위해 바이오맨의 슈퍼 일렉트론에 대신 맞아 사망한다.
사이곤 스틱이 무기이며 중력포, 한 쪽 얼굴에서 나오는 사이곤 파이어 및 지팡이에서 나오는 화염 폭탄. 개조 후에는 한 쪽 얼굴에서 나오는 데스빔, 파이어가 강화된 사이곤 후레아가 무기이다.
- 메츄라

자신의 모습을 감출 수 있는 능력을 가진 주노이드 5수사. 분신을 할 수 있는 능력을 가졌다. 제31화에서 네오 메카쟈이칸 메탈 메가스의 시험 공격을 받으나 사이곤과 함께 반파괴된 모습으로 간신히 살아남아 독타 맨에게 개조된다.
제49화에서 파라와 파라 캣을 보호하기 위해 바이오맨의 슈퍼 일렉트론에 대신 맞아 즉사한다.
자신의 모습을 감출 수 있는 체인지 고스트 메츄라 빔과 분신술이 무기. 개조 후에는 팔을 이용한 공격 암 스트래치, 미라쥬 빔이 무기이다.
- 아쿠아이거

물고기 모양의 해상 공격이 특기인 주노이드 5수사. 제31화에서 네오 메카자이칸 메탈 메가스의 시험 공격에 파괴당한다.
창이 무기이고 물방울 폭탄, 허리케인, 입에서 물이 나오는 공격이 특징.
- 메카 클론

신제국 기아의 전투원. 병사로 바이오맨과 싸운다. 인간으로 변장하는 경우가 많다. 도끼와 총으로 무장하고 있다.
그러나 말이 도끼지 사실 둔기류에 가까우며, 도끼라고 해도 사람들을 공격했을 때 당시 사람을 토막내거나 베지는 못했다.
또한 로봇치고는 작은 공격에도 쉽게 파괴되는 것이 특징으로 싸움을 어느 정도 할 줄 아는 사람이 휘두르는 육탄 공격에도 파괴되는가 하면 활이나 고대 식검에도 파괴된다.
은색 가면을 쓰고 있는데, 가면을 없애면 흉측한 얼굴이 드러난다.

### 외
- 바이오성인 조이

제7~8화에서 등장. 피보의 친구. 조이의 편지를 보고 독타 맨에 의해 만들어졌다. 피보를 이용해 함정의 빠뜨리려 하나 조이의 편지를 본 바이오맨과 피보의 추격을 받고 자폭한다.
- 트윈 돌

제9화에서 등장. 아이들을 이상공간으로 유괴한 슈퍼컴퓨터.
- 신 두뇌 브레인

제14화에서 등장. 독타 맨이 만든 두뇌 모양의 컴퓨터. 닻캔스를 조종함으로써 UNSC에 도전하지만, 사람의 감정을 갖고 있기 때문에 바이오맨의 도발로 양심에 눈을 뜨는 행동을 하여 독타 맨의 분노를 사게 된다. 파라의 공격으로 손상되지만, 닻캔스의 공격에 고전하던 바이오 로보를 구하기 위해 닻캔스에 탑승하여 동작을 멈추게 함으로써 바이오 로보를 승리로 이끌게 한 뒤, 바이오맨에게 작별 인사를 하고 바다에 몸을 던져 폭발한다.
- 프린스

제19~20화에서 등장. 독타 맨이 아들 슈이치의 성장 모습을 상상하여 만들어냈다. 빅 쓰리보다 강한 힘으로 바이오맨을 위협한다. 같은 모습의 슈이치에 비해 성격은 냉혹하고 냉철하지만 사람의 마음이 들어있어 바이오맨에게 설득을 당하기도 한다. 독타 맨이 재개조함으로써 메카쟈이칸 프로테스크칸을 조종해 바이오맨과 싸우지만 바이오 로보의 슈퍼 메이저를 맞고 패배하여 최후를 맞이한다. 무기는 그가 갖고 있는 지휘봉에서 나오는 광선과 산탄총.
- 메카 클론 1호

메카 클론 중 한명. 제28화에서 독타 맨의 죽음을 보고 격노하여 독타 맨이 미리 숨겨놓은 비밀무기로 바이오맨과 함께 반역자 빅 쓰리를 처단하려 하지만 도리어 그 비밀무기에 걸려들어 폭사당하고 만다. 메카 클론 1호가 죽은 후 독타 맨은 반역한 빅 쓰리의 기억을 조작시킬 때, 끝까지 충성을 맹세한 메카 클론 1호 이상의 부하로 다시 태어나게 하겠다는 말을 남기기도 하였다.
- 마그네 박사

제35화에서 등장한 마그네 운석을 발견한 박사.

### 제3세력
- 바이오 헌터 실버

반바이오연합의 일원. 바르지온을 찾기 위해 우주를 떠돌아다니다가 지구에 왔다. 바이오 입자를 가진 자는 몰살시키는 것이 임무. "바이오 입자 반응 체크 파괴"를 외치며 바이오맨을 공격한다. 종반부에는 바르지온을 부활시켰다가 신제국 기아에 빼앗겼지만 후에 메이슨과의 대결에서 승리하고 바르지온을 되찾는다. 그러나 바이오맨과의 전투에서 패배한 뒤 "바이오 입자 반응 체크 파괴"를 연달아 외치다 쓰러져 폭발한다.

## 바이오맨 장비 및 전력
- 테크노 브레스

바이오맨으로 변신할 때 사용하는 팔찌. 통신기로써도 사용 가능하며, 뚜껑을 열면 모니터가 나타난다.
- 바이오 슈트

전투 슈트. 메카 클론의 공격을 막아주며, 슈트를 입은 사람에게 시속 120km/h의 주행 능력과 100m의 점프력을 준다. 머리의 초전자 두뇌에는 초전자 메뉴얼이 갖추어져 있다. 초전자 두뇌의 데미지를 막기 위해 스위치를 끌 수도 있지만, 스위치를 끈 동안은 통신을 할 수 없다. 슈퍼 일렉트론 개발을 위해 강화되는데, 강화 슈트의 바이오 입자에 동조하기 위해서는 보다 강력한 체력과 정신력이 필요하다. 또 바이오의 힘은 위기에 노출되는 것을 사전에 알 수 있다.
- 바이오 소드

바이오맨 전원이 사용하는 무기. 보통 광선을 발사하는 권총 모양이지만, 그립부를 정리하면 단검으로도 사용 가능하다.
전대 시리즈물의 무기로 멤버들에게 광선총이 도입된 것은 본 작이 처음이다.
- 바이오 펀치

메카 클론의 머리를 파괴하는 위력이 있는 펀치. 멤버 전원 공통 기술이지만 주로 레드 원이 사용한다. 공중에서 양손으로 공격하는 스카이 펀치도 있다. 블루 쓰리의 펀치력은 2000kg.
- 바이오 킥

스탠다드한 발차기 기술. 블루 쓰리의 킥 파워는 3500kg.

### 개인 무기 및 기술

#### 레드 원
- 파이어 소드

칼 모양의 바이오 소드에 불을 붙인 것. 던지기도 한다.
- 스파크 소드

칼 모양의 바이오 소드에 불꽃이 일게해 주위의 적을 물리친다.
- 초전자 레이다

10km 이내에 있는 물체의 움직임을 캐치한다.
- 다이빙 어택

공중에서 적의 몸에 닿는 것. 그린 투도 사용 가능.
- 바이오 슈퍼 킥

공중에서 뒤로 회전해 적에게 발차기를 하는 기술.

#### 그린 투
- 허리케인 소드

칼 모양의 바이오 소드로 폭풍을 발생시킬 수 있다.
- 초전자 스코프

투시 능력. 인간으로 변장한 메카 클론도 발견할 수 있다. 줌 능력도 장비.
- 그린 부메랑

초록색으로 빛나는 부메랑을 날리는 기술.
- 브레이크 액션

브레이크 댄스를 응용한 기술로, 춤을 추며 적을 공격한다.
- 슈퍼 점프

수직으로 높이 점프하는 기술.
- 부메랑 킥

점프하며 한 바퀴 회전 후, 상대의 머리 위를 넘어 착지하기 직전 뒤로 돌아 상대를 돌려찬다.

#### 블루 쓰리
- 엘레키 소드

칼 모양의 바이오 소드에 전기를 통하게 하는 기술. 던지기도 한다.
- 초전자 이어

1km 떨어진 곳에 있는 소리도 들을 수 있다.
- 슈퍼 스카이 다이빙

고속으로 하늘을 날아 적에게 몸으로 타격한다.
- 블루 커터

엘레키 소드 상태에서 점프 해 공중에서 한 바퀴 회전한 후 적을 벤다.
- 크로스 커터

점프 후 회전하면서 하강해 적을 바이오 소드로 베는 기술.
- 스크류 크래시

점프 후 나선형으로 회전하면서 하강해 적을 바이오 소드로 베는 기술.
- 플라잉 커터

급하강하며 공중의 적을 사이오 소드로 베는 기술.

#### 옐로 포
- 썬더 소드

칼 모양의 바이오 소드가 공중으로 전기를 내뿜으며 낙뢰가 발생.
- 초전자 홀로그래피 (바이오 프로그램)

12초간 기억한 영상을 공중에 띄우거나, 허상으로 적을 교란한다. 제10화에서 고이즈미 미카(옐로 포)의 장례식 때 잠깐 작동하여 그녀의 모습을 보여주는 것으로 작별 인사를 전하기도 하였다.
- 액션 슈팅

카메라 셔터처럼 여러 장면으로 나누어 공격한다.
- 스트로보 플래시

1대 옐로 포의 기술. 초전자 두뇌에서 강렬한 빛을 뿜는다.
- 바이오 애로우

2대 옐로 포 전용 기술. 화살 끝에 쇼크 폭탄을 달아서 쏘는 경우도 있다.

#### 핑크 파이브
- 레이저 소드

칼 모양의 바이오 소드에서 레이저를 뿜는다.
- 초전자 빔라이트

암흑 속에서도 200m 앞을 비출 수 있다.
- 핑크 배리어

초전자 두뇌에서 발하는 빔으로 벽을 만든다.
- 핑크 플래시

초전자 두뇌에서 연속적으로 강력한 섬광을 내뿜으며 적을 공격한다.
- 스핀 촙

회전하며 적을 연속적으로 내려 찍는다.

### 합기술 및 필살기

#### 바이오 일렉트론
바이오맨이 쓰는 필살기의 총칭. 바이오맨의 헬멧에 탑재된 초전자 두뇌가 적의 전력을 분석하고 가장 유효하다고 판단하는 기법을 사용한다. 사용되는 기법은 아래의 8종류.
- 미라클 레이저

장검 모양의 바이오 소드가 합쳐져 에너지를 발사한다.
- 바이오 일렉트론 빔

총 모양의 바이오 소드가 합쳐져 적을 향해 발사한다.
- 바이오 슈퍼 일렉트론

초전자 두뇌를 사용해 바이오 입자를 발사한다. 극 중반부터는 강화 된 기술이 슈퍼 일렉트론과 통일된다.
- 빅 애로우

2대 옐로 포의 바이오 애로우를 거대화 시켜 화살을 쏘는 기술.
- 바이오 리볼버

적을 둘러싸고 다섯 방향에서 백텀플링을 하며 발차기를 하는 기술.
- 미라클 봄버

바이오 소드 단검 타입.
- 서커스 루프

5명이 공중 회전을 하면서 접근해 일제히 발차기를 한다.
- 팬터 빔

미라클 봄버의 장검 타입 전환 상태의 기술.

#### 슈퍼 일렉트론
강화된 주노이드에게는 바이오 일렉트론이 통하지 않자 바이오맨이 연구와 특훈한 끝에 새롭게 개발한 필살기. 극 종반부터 사용되었다. 공중에서 원을 이룬 바이오맨의 초전자 두뇌에서 나온 바이오 입자로 몸을 탄환 삼아 발사하는 기술.

### 그 외 기술
- 페어 소드

엘로와 핑크의 합기술. 2명의 바이오 소드 장검 타입을 크로스시키면 2가지 색깔의 파상 광선을 발사한다.
- 페어 빔

옐로와 핑크의 합기술. 2명의 바이오 소드 총 타입으로 동시에 사격한다. 최종화에서는 이 기술로 파라 캣을 쓰러뜨린다.
- 페어 타이푼

옐로와 핑크의 합기술. 공중에서 서로 두 손을 잡고 회전하면서 연속으로 발차기를 한다.
- 페어 킥

옐로와 핑크의 합기술. 둘이서 동시에 발차기를 한다.
- 바이오 소드 플래시

바이오맨 5명의 바이오 소드 장검을 합치면 소용돌이치는 광선이 발사된다. 타격도, 다른 광선 공격도 통하지 않는 고스트캔스 유령들에게 유용한 기술.
- 스크램블 공격

바이오맨 5명이 적 주위를 공중 회전으로 교란하며 공격하는 기술. 제3화에서 사용하였다.

### 메카닉
- 바이오 드래곤
  - 전체 길이 : 120m
  - 무게 : 1800t
  - 최고 비행 속도 : 마하7
  - 최고 주행 속도 : 550 km/h

바이오 별에서 피보가 타고 온 바이오 제트 1호와 바이오 제트 2호의 모함.
- 바이오 터보
  - 전체 길이 : 4.8m
  - 최고 속도 : 350 km/h (슈퍼 스피드일 때는 630 km/h)

그린 투, 블루 쓰리, 핑크 파이브가 타는 슈퍼카. 운전은 그린 투가 주로 담당하지만, 그린 투가 없을 때에는 블루 쓰리가 운전하기도 한다. 차체 상부에 통신용 안테나 겸 레이다를, 앞면에 터보 미사일을 내장하고 있으며 일시적인 가속 기능인 슈퍼 스피드 기능을 갖고 있다.
- 바이오 마하
  - 전체 길이 : 2.2m(1호), 2m(2호)
  - 최고 속도 : 300 km/h (슈퍼 스피드일 때는 540 km/h)(1호), 250 km/h (슈퍼 스피드일 때는 450 km/h)(2호)

기동성과 적을 색출할 수 있는 능력이 뛰어난 슈퍼 오토바이. 레드 원이 타는 빨간색 1호와 옐로 포가 타는 노란색 2호가 있다. 그린 투의 실수로 몬스터와 쥬오에게 바이오 터보를 빼앗겼을 때는 다시 되찾기 위해 그린 투와 블루 쓰리가 타기도 했다. 바이오 터보와 같은 슈퍼 스피드 기능이 있다.
- 바이오 제트 1호
  - 전체 길이 : 25.6m
  - 무게 : 36.8t
  - 최고 속도 : 마하12

레드 원, 핑크 파이브가 타는 고속 전투기. 수직 이착륙의 기능을 가지며, 미사일과 레이저 포를 장비하고 있다. 합체 시 바이오 로보의 상반신이 된다.
- 바이오 제트 2호
  - 전체 길이 : 31m
  - 무게 : 552t
  - 최고 속도 : 마하10

그린 투, 블루 쓰리, 옐로 포가 타는 폭격기. 바이오 제트 1호와 마찬가지로 수직 이착륙의 기능을 가지며, 미사일과 레이저 포를 장비하고 있다. 합체 시 바이오 로보의 하반신이 된다.

### 바이오 로보
- 높이 : 52m
- 무게 : 920t
- 최고 속도 : 마하3

바이오 로보는 바이오평화연합이 건조한 로봇으로 바이오 제트 1호 바이오 제트 2호가 합체 ‘하이퍼 크로스’를 외치면 거대로보 형태로 합체한다. 수많은 메카자이칸과의 싸움에서 마지막에 슈퍼 메이저로 상대를 무찌른다.
무장은 양 어깨에 장착되어 있는 슈퍼 미사일과 배 부분에 장착되어 있는 바이오 로보 미사일이 있다. 극 중반 슈퍼 메이저 바이오입자 베기로 강화되어 네오 메카자이칸을 물리친다. 전대물 시리즈의 로봇 중에서는 드물게 합체 후에 변신하는 방식을 가진 로봇이기도 하다.

## 기아의 전력
- 네오그라드
  - 전체 크기 : 지상 380m / 지하 250m

남극에 본부를 두고 있다. 내부에는 작전실. 메카클론 공장. 회의실이 있다. 신제국 기아의 멸망과 함께 붕괴되어 눈속에 파묻힌다.
- 메카자이칸

신제국 기아의 거대 로봇. 이름 끝에 항상 캔스가 붙는다. 독타 맨의 명령에 따라 움직인다.
- 네오 메카자이칸

메카자이칸의 공력능력을 강화한 신제국 기아의 거대 로봇. 이름 끝에 항상 메가스가 붙는다. 보통 빅 쓰리가 조종하지만, 예외적으로 소닉 메가스와 킹 메가스는 실버와 독타 맨이 각각 조종한다.
- 킹 메가스

최종화에서 독타 맨이 만든 마지막 네오 메카자이칸. 바르지온의 데이터를 응용함과 함께 공격 능력을 강화하여 만들었다. 독타 맨이 조종하여 반바이오 입자 에너지와 강력한 무기로 바이오맨을 위협했으나 피보와 바이오 로보의 바이오 에너지 공격과 슈퍼 메이저 바이오입자베기 공격을 맞고 파괴된다. 그러나 킹 메가스의 파괴는 결국 네오그라드에 숨겨져 있던 시한 폭탄인 반바이오 폭탄을 작동시키는 원인이 되었다.
- 메라지 전투기

신제국 기아의 전투기. 전투원인 메카 클론이 조종한다. 네오 메카자이칸부터는 패배 시 빅 쓰리의 탈출용으로도 사용된다.
- 바이오 킬러건

제10화에 나오는 신제국 기아의 무기. 독타 맨이 반바이오에너지를 발견하고 모아서 제작한 총이다. 메이슨이 독타 맨으로부터 이 총을 받고 바이오 로보에게 발사해 그 로봇을 마비시키고 바이오맨을 로봇 밖으로 끌어내리게 한 데 이어, 바이오맨의 옐로 포(고이즈미 미카)에게도 발사해 그녀의 바이오 에너지를 약화시켜 죽게 하였다. 또한 그 간접적인 영향으로 레드 원(고 시로)이 일시적으로 동물과 이야기할 수 있는 능력을 잃어버리기도 하였다.

## 실버의 전력
- 바르지온

반바이오동맹의 거대로봇 반바이오에너지로 무장하고 있다. 바이오로봇보다 강력한 힘을 가지고 있었기 때문에 신제국 기아가 노리는 계기가 되었으며 네오메카자이칸 베틀 메가스가 이 로봇으로 둔갑된 적이 있었다. 원래 지구에 잠들어 있던 것을 실버가 부활시키나 몬스터와 쥬오의 희생으로 실버의 명령을 무시한 채 신제국 기아로 이동하게 되고, 신제국 기아 여성 간부 파라가 조종하여 바이오맨을 위협하였다. 하지만 실버의 방해로 패배하여 도망친 후 파라는 얼마 못가 사망했으나 바르지온 자체는 멀쩡히 남았다. 그 후 메이슨이 잠깐 조종하지만, 실버가 메이슨을 무찌르고 다시 되찾아 바이오맨과 최후의 결전을 벌인다. 하지만 피보와 바이오맨의 바이오입자 에너지 공격으로 전세가 뒤집히게 되고 결국 반바이오입자베기 공격으로 패배하여 완전히 파괴된다.
무장은 바르지온 레이저, 가슴에서 나오는 반바이오입자 레이저포이다.

## 출연자
- 고 시로 / 레드 원 (목소리) - 사카모토 료스케 (한국어 더빙 故 오세홍)
- 타카스기 신고 / 그린 투 (목소리) - 오타 나오토 (현재 오타 타카히코, 한국어 더빙 故 장정진)
- 난바라 류타 / 블루 쓰리 (목소리) - 오스가 아키토 (한국어 더빙 강구한)
- 고이즈미 미카 / 옐로 포 1대 (목소리) - 야지마 유키 (한국어 더빙 故 정경애)
- 야부키 준 / 옐로 포 2대 (목소리) - 타나카 스미코 (한국어 더빙 故 정경애)
- 카츠라기 히카루 / 핑크 파이브 (목소리) - 마키노 미치코 (한국어 더빙 최수민)
- 피보 (목소리) - 오타 요시코 (한국어 더빙 박은숙)
- 시바타 박사 (고 신이치로) - 나카마루 타다오 (한국어 더빙 노민)
- 카게야마 슈이치, 프린스 - 이우라 히데노리 (한국어 더빙 최수민)
- 독타 맨 / 카게야마 히데오 - 코다 무네마루 (한국어 더빙 강구한)
- 젊은 시절의 카게야마 히데오 - 하시 타카야 (한국어 더빙 강구한)
- 메이슨 - 나카타 히로히사 (한국어 더빙 노민)
- 몬스터 - 스트롱 콘고 (현재 스트롱 고바야시, 한국어 더빙 故 장정진)
- 파라 - 아스카 유코 (한국어 더빙 박은숙)
- 파라 캣 - 오시마 유카리 (현재 신시아 러스터, 한국어 더빙 최수민)
- 쥬오 (목소리) - 안자이 마사히로 (한국어 더빙 노민)
- 메사쥬 (목소리) - 야시로 슌 (한국어 더빙 강구한 · 노민[7])
- 사이곤 (목소리) - 야마시타 케이스케 (한국어 더빙 노민 · 故 장정진[8])
- 메츄라 (목소리) - 이자와 히로시 (한국어 더빙 강구한 · 노민[9])
- 아쿠아이거 (목소리) - 나가이 칸코 (한국어 더빙 故 장정진)
- 바이오 헌터 실버 (목소리) - 하야시 카즈오 (한국어 더빙 노민)
- 메카 클론 1호 (목소리) - 오카모토 요시노리 (한국어 더빙 故 장정진)
- 옐로 포 목소리 - 타나카 마유미 (제7-10화, 크레딧 없음)
- 내레이터 - 무라코시 이치로 (한국어 더빙 故 오세홍)

### 슈트 액터
- 니이보리 카즈오[10] - 레드 원
- 켄모치 마코토 - 그린 투, 메츄라
- 마토바 코지 - 그린 투
- 키타가와 츠토무 - 블루 쓰리
- 츠지이 케이지 - 옐로 포, 쥬오
- 아카타 마사토 - 옐로 포, 각종 더빙
- 타케다 미치히로 - 핑크 파이브
- 노모토 나호코 - 피보
- 카네다 노리아키 - 메사쥬
- 쿠사카 히데아키 - 바이오 로보, 사이곤
- 이시가키 히로후미 - 그린 투, 아쿠아이거
- 오카모토 요시노리 - 바이오 헌터 실버, 메카 클론 1호

## 극장판
- 초전자 바이오맨 (超電子バイオマン)[11] 1984년 7월 14일 개봉
  - 감독 : 호리 나가후미
  - 특수 촬영 감독 : 야지마 노부오
  - 각본 : 소다 히로히사
  - 등장 주노이드 및 게스트 괴수 : 주노이드 5수사, 캣 군단
  - 등장 거대 메카 : 게캔스

## 시청률
- 최고 시청률 : 13.6%
- 평균 시청률 : 10.5%(슈퍼 전대 시리즈 역대 10위)

관동지구 비디오 리서치 조사.

## 프랑스에서의 방영
프랑스에서는 TF1과 CANAL+에서 방영했었다고 프랑스어판 위키백과 바이오맨 문서에 나와있다.